# Verteilungstheorie
Die Verteilungstheorie in der Volkswirtschaftslehre untersucht und erklärt die Verteilung von Einkommen und Vermögen. 

## Problemstellung
Grundsätzlich lässt sich die Problemstellung in fünf Fragen aufgliedern: 
1. die Frage nach dem persönlichen Einkommen und Vermögen jedes Einzelnen,
2. nach dem Einkommen und Vermögen der Haushalte und
3. nach dem Einkommen und Vermögen bestimmter sozialer Gruppen, etwa nach der Aufteilung des Volkseinkommens in Arbeitseinkommen und in Besitzeinkommen;
4. wie sich das Volkseinkommen auf Lohn, Grundrente, Zins und Unternehmensgewinne verteilt,
5. wie sich die Anteile der Wertschöpfung einzelner Wirtschaftszweige am Volkseinkommen (= Nettonationaleinkommen zu Faktorkosten[1]) bestimmen.

## Die funktionelle Einkommensverteilung
Unter dem Aspekt der funktionellen Einkommensverteilung wird betrachtet, wie das Volkseinkommen zwischen Löhnen und Gewinnen aufgeteilt wird. Hierbei lassen sich nach Erich Schneider Kreislauftheorie und Grenzproduktivitätstheorie unterscheiden. 
Die kreislauftheoretische Perspektive kennzeichnet die Theorien von François Quesnay, Karl Marx und John Maynard Keynes. Für die preistheoretische Perspektive steht Léon Walras.
Quesnay hat die Auffassung eingeführt, was in einer Wirtschaftsperiode geschieht, als die Produktion und Verteilung eines Sozialprodukts zu deuten. Damit darf man nicht die Vorstellung eines Gütervorrats verbinden; es handelt sich vielmehr um ein beliebig herausgeschnittenes Stück eines stetig fließenden, stetig sich erneuernden Güterstroms.
Bereits bei Richard Cantillon (1680–1734) findet sich die Unterscheidung von drei Einkommensarten und entsprechenden Klassen von Einkommensbeziehern, wie sie dann auch David Ricardo trifft. Für Ricardo ist die Bestimmung der Gesetze der Verteilung der Gesamtproduktion einer Volkswirtschaft auf die Klassen der Grundbesitzer, der Kapitaleigentümer und der Arbeiter die zentrale Fragestellung der politischen Ökonomie.
Nicholas Kaldor unterscheidet vier Typen von Verteilungstheorien:
1. die klassische Verteilungstheorie
2. die marxsche Verteilungstheorie
3. die neoklassische Verteilungstheorie
4. die keynessche Verteilungstheorie.

## Die personelle Einkommensverteilung
Davon zu unterscheiden ist die Frage nach der personellen Einkommensverteilung, d. h. wie sich das Volkseinkommen auf die einzelnen Einkommensbezieher verteilt. Hierzu wird das Gesamteinkommen (in der Regel das verfügbare private Einkommen) jeweils einer natürlichen Person herangezogen, wie dieses sich aus Lohn, Grundrente, Zins und Gewinn zusammensetzt. Außerhalb dieser Betrachtung bleiben die Anteile des Staates am Volkseinkommen sowie die Netto-Gewinne der Kapitalgesellschaften, deren Aufschlüsselung unter die Eigentümer rechnerisch nicht durchführbar erscheint.